# Салливан, Лили
Лили Салливан (англ. Lily Sullivan;род. 8 сентября 1993, Брисбен) — австралийская актриса. Известность ей принесли роли в фильмах «Псих» и «Джунгли».

## Биография
Родилась 8 сентября 1994 года в Австралии. В 2011 году окончила колледж Калвари Кристиан в Логане, Квинсленд.
Дебютировала в кино в 2012 году в фильме «Псих». В 2015 году заняла второе место в списке стипендиатов Хита Леджера и получила возможность обучения в школе кино и телевидения «Скринвайз».
В 2017 году снялась в фильме «Джунгли». В 2018 году сыграла в сериалах «Бритоголовые» и «Пикник у Висячей скалы».
В 2020 году снялась в сериале «Поселенцы».

## Фильмография
| Год  |     | Русское название                                                                              | Оригинальное название                                                                        | Роль          |
| ---- | --- | --------------------------------------------------------------------------------------------- | -------------------------------------------------------------------------------------------- | ------------- |
| 2012 | ф   | Псих                                                                                          | Mental                                                                                       | Корал Мачмор  |
| 2012 | с   | Рейк                                                                                          | Rake                                                                                         | Мишель        |
| 2013 | ф   | В изобилии                                                                                    | Galore                                                                                       | Лора          |
| 2013 | с   | Лагерь                                                                                        | Camp                                                                                         | Марина Бэйкер |
| 2014 | кор | Настоящая Анна Кендрик: За кулисами грандиозного игрового дня реклама Newcastle почти сделана | The Real Anna Kendrick: Behind the Scenes of the Mega Huge Game Day Ad Newcastle Almost Made | Анна Кендрик  |
| 2015 | ф   | Сосунок                                                                                       | Sucker                                                                                       | Сара          |
| 2017 | ф   | Джунгли                                                                                       | Jungle                                                                                       | Эми           |
| 2018 | с   | Бритоголовые                                                                                  | Romper Stomper                                                                               | Петра         |
| 2018 | с   | Пикник у Висячей скалы                                                                        | Picnic at Hanging Rock                                                                       | Миранда Рейд  |
| 2018 | кор | Неизвестный пациент                                                                           | The Unknown Patient                                                                          | Диана         |
| 2019 | кор | Туземец-убийца                                                                                | Killer Native                                                                                | Салли         |
| 2019 | ф   | Тёмное место                                                                                  | Dark Place                                                                                   | Салли         |
| 2019 | с   | Другой парень                                                                                 | The Other Guy                                                                                | Чарли         |
| 2020 | с   | Поселенцы                                                                                     | Barkskins                                                                                    | Дельфин       |
| 2020 | ф   | Девушка грёз                                                                                  | I Met a Girl                                                                                 | Люси          |
| 2022 | ф   | Монолит                                                                                       | Monolith                                                                                     | интервьюер    |
| 2023 | ф   | Восстание зловещих мертвецов                                                                  | Evil Dead Rise                                                                               | Бет Бикслер   |
| 2024 | ф   | Безумие                                                                                       | Lunacy                                                                                       | Саламандра    |
| 2026 | ф   | Соулм8йт                                                                                      | SOULM8TE                                                                                     |               |
|      | ф   | Прости нас всех                                                                               | Forgive Us All                                                                               | Рори          |

## Награды и номинации
| Год  | Награда                          | Категория                                               | Работа                       | Результат | Примечания |
| ---- | -------------------------------- | ------------------------------------------------------- | ---------------------------- | --------- | ---------- |
| 2013 | AACTA Awards                     | Лучший молодой актёр/актриса                            | Псих                         | Номинация | [ 8 ]      |
| 2013 | Кинокритики Австралии            | Лучший молодой актёр/актриса                            | Псих                         | Номинация | [ 9 ]      |
| 2014 | Festival des Antipodes           | Лучшая актриса                                          | В изобилии                   | Победа    | [ 10 ]     |
| 2019 | Equity Ensemble Awards           | Лучший актёрский ансамбль в мини-сериале или телефильме | Пикник у Висячей скалы       | Номинация | [ 11 ]     |
| 2023 | The Total Film FrightFest Awards | Лучшая актриса                                          | Монолит                      | Победа    | [ 12 ]     |
| 2024 | Fangoria Chainsaw Awards         | Лучшая главное выступление                              | Восстание зловещих мертвецов | Номинация | [ 13 ]     |